# Ardalan Esmaili
Ardalan Esmaili (nacido el 22 de marzo de 1986) es un actor sueco.

## Vida y carrera
Esmaili nació en Teherán, Irán,de  un padre arquitecto y una madre profesora. Hacia el final de la guerra entre Irán e Irak, cuando Esmaili tenía dos años, su familia se mudó a Suecia. Esmaili declaró: "Mis padres tenían miedo de que mi hermano mayor en algún momento fuera reclutado por el ejército. No veían futuro para los niños en Irán". La familia originalmente planeó mudarse a los Estados Unidos, pero en cambio se estableció en Skellefteå, donde crecería Esmaili.
Esmaili asistió a la escuela secundaria en Malå. Mientras asistía a la escuela secundaria Fridhems folkhögskola en Svalöv, realizó una pasantía en Film i Västerbotten con Milad Alami, un amigo de la familia. Después de la secundaria, asistió a la Academia Nacional Sueca de Mimo y Actuación.
Además de sueco, habla persa, inglés y danés. Tiene una relación a largo plazo con la actriz Evin Ahmad.

## Filmografía

### Películas
| Año  | Título                              | Papel           | Notas        | Ref.   |
| ---- | ----------------------------------- | --------------- | ------------ | ------ |
| 2007 | Ett-Två-Tre Martyr!                 | Son             | Cortometraje |        |
| 2016 | Trespassers                         | Ali             | Cortometraje |        |
| 2016 | The Girl, the Mother and the Demons | Deinar          |              |        |
| 2017 | The Charmer                         | Esmail          |              | [ 2 ]  |
| 2018 | Greyzone                            | Iyad Adi Kassar |              | [ 5 ]  |
| 2019 | Domino                              | Omar            |              |        |
| 2019 | Daniel                              | Majeed          |              | [ 2 ]  |
| 2019 | Sea Fever                           | Omid            |              | [ 9 ]  |
| 2022 | Black Crab                          | Karimi          |              | [ 10 ] |
| 2023 | Opponent                            | Abbas           |              |        |
| 2023 | Una vida maravillosa                | Patrick         |              | [ 11 ] |

### Televisión
| Año     | Título                | Papel            | Notas                  | Ref.   |
| ------- | --------------------- | ---------------- | ---------------------- | ------ |
| 2012    | Alex                  | Ivan             | Película de televisión |        |
| 2016    | Beck                  | Amir Ghanbari    | 1 episodio             |        |
| 2017–20 | Rebecka Martinsson    | Tommy Rantakyrö  | 16 episodios           | [ 12 ] |
| 2018    | Den döende detektiven | Joseph Ermegan   | 2 episodios            |        |
| 2020    | The Rain              | Tío              | 2 episodios            |        |
| 2020    | Alfa                  | Ibrahim          | 4 episodios            |        |
| 2020    | White Wall            | Said             | 6 episodios            |        |
| 2021    | Snöänglar             | Salle            | 6 episodios            |        |
| 2022    | Snabba Cash           | Jamal            | 6 episodios            | [ 8 ]  |
| 2023    | Codename: Annika      | Rasmus Ståhlgren | 6 episodios            | [ 13 ] |
| 2024    | Deliver Me            | Farid            | 5 episodios            | [ 14 ] |